# North Powder
North Powder est une municipalité américaine située dans le comté d'Union en Oregon.
Lors du recensement de 2010, sa population est de 439 habitants. La municipalité s'étend alors sur une superficie de 0,64 mille carré (1,66 km2).
La localité est fondée dans les années 1870 par James DeMoss. Elle doit son nom à sa situation sur la branche nord de la Powder River. North Powder devient une municipalité le 28 juillet 1902.